# فرانک کاسپر
فرانک کاسپر (انگلیسی: Frank Casper؛ زادهٔ ۹ دسامبر ۱۹۴۴) بازیکن فوتبال اهل بریتانیا است.
از باشگاه‌هایی که در آن بازی کرده‌است می‌توان به باشگاه فوتبال برنلی و باشگاه فوتبال روترهام یونایتد اشاره کرد.